# Peroral administration
Peroral administration (forkortes ofte p.o.) af et lægemiddel betyder at lægemidlet indtages igennem munden. Dette er en meget udbredt administrationsvej, da det er nemmere og medfører mindre ubehag end fx intravenøs injektion. Begrebet peroral administration er et forældet begreb, derfor anvendes typisk det mere aktuelle begreb, orale lægemidler, i nyere tekster.
Lægemidler der indtages peroralt kan både være i fast form, fx tabletter og kapsler, eller i væskeform, fx en oral suspension. 
Administationsvejen kan anvendes både til at opnå en lokal virkning i mave-tarm-kanalen, eller absorption af lægemiddelstoffet til det systemiske kredsløb. Visse orale lægemiddelformer er desuden beregnet til at virke lokalt i mundhulen og svælget (pharynx), hvor eksempelvis sugetabletter hyppigt anvendes. 
Faste orale lægemidler indtages som udgangspunkt med vand, da væsker f.eks. cola eller mælk (sure-/basiske væsker), kan ændre opløseligheden af et ioniserbart lægemiddelstof, eller ligefrem ændre stedet for lægemiddel frigivelsen. Dette kan i så fald have en betydning for biotilgængeligheden af lægemidlet.